# 748 TCN
748 TCN là một năm trong lịch La Mã.